# 청하초등학교 (전북)
청하초등학교는 대한민국 전북특별자치도 김제시 청하면 대청리에 있는 공립 초등학교이다.

## 학교 연혁
- 1920.10.08 청하공립보통학교 개교
- 1970.10.02 청하북국민학교 독립 분리
- 1981.02.05 청하국민학교 병설유치원 개원
- 1996.03.01 청하초등학교로 교명 변경
- 1997.11.27 다목적교실 준공(93평)
- 1999.12.15 청하북초등학교와 통합
- 2000.10.20 노천무대, 담장(110m), 진입로 확장
- 2001.01.30 학내 전산망 설치
- 2005.12.03 전라북도교육청지정 금연교육 우수학교 표창
- 2005.12.12 전라북도교육청지정 환경교육 우수학교 표창
- 2007.01.30 전라북도교육청주관 학교평가 우수학교 표창
- 2007.03.05 전라북도교육청지정 방과후학교 시범학교
- 2008.09.01 제21대 하철수 교장 부임
- 2008.11.14 학교 동편 투시담장 설치(90m)
- 2009.04.01 냉난방기(7대) 설치
- 2009.05.01 멀티미디어실 시설 공사
- 2009.06.01 화장실 수선 공사, 장애인 편의시설 공사
- 2011.07.01 도서실 리모델링 공사
- 2012.03.01 7학급(특수학급 포함) 편성
- 2012.09.01 제22대 송홍근 교장 부임
- 2014.2.13 제9 회 졸업(6명, 졸업생 누계 7,770명)

## 참고 자료
- 청하초등학교 - 한국교육학술정보원 학교알리미